# (5162) Piemonte
(5162) Piemonte ist ein Asteroid des Hauptgürtels, der am 218. Januar 1982 vom US-amerikanischen Astronomen Edward L. G. Bowell an der Anderson Mesa Station (IAU-Code 688) des Lowell-Observatoriums in Coconino County entdeckt wurde.
Der Asteroid wurde nach dem Piemont benannt, der flächenmäßig zweitgrößten Region in Italien.